# Karmiotissa Polemidion
El Karmiotissa Polemidion (en griego: Καρμιώτισσα Πάνω Πολεμιδιών) es un equipo de fútbol de Chipre que milita en la Segunda División de Chipre, la segunda liga de fútbol más importante del país.

## Historia
Fue fundado en el año 1979 en la ciudad de Pano Polemidia del estado de Limassol y principalmente han jugado en la liga amateur de Chipre, aunque llegaron a jugar a nivel nacional por primera vez para la temporada 1986/87, y lo consiguieron por segunda ocasión en la temporada 2009/10 al llegar a la Cuarta División de Chipre. El nombre del club se debe a la Virgen María Karmiotissa que se encuentra en la ciudad.
En la temporada 2012/13 consiguieron ganar el título de la Tercera División de Chipre y así lograr el ascenso a la Segunda División de Chipre por primera vez en su historia.
En la temporada 2021/2022 al ganar la Segunda División de Chipre , ascendieron por primera vez a la Primera División de Chipre que al finalizar la temporada , daría una sorpresa en la liga al ganarla y también en la Copa de Chipre , algo que nunca se les olvidara , además de que jugaran las rondas de clasificación de la Champions League por primera vez , algo histórico para este club

## Palmarés
- Primera División de Chipre: 1  2022/2023
- Segunda División de Chipre: 2

2015/16, 2021/22
- Tercera División de Chipre: 1

2012/13
- Copa Nacional de Chipre: 1  2022/2023
- Supercopa de Chipre: 1  2023/2024
- Copa Amateur de Chipre: 1

2009/10